# 朗贡 (伊勒-维莱讷省)
朗贡（法語：Langon，法語發音：[lɑ̃ɡɔ̃] ⓘ）是法国伊勒-维莱讷省的一个市镇，位于该省南部偏西，属于勒东区。

## 地理
朗贡（47°43'11"N, 1°50'53"W）面积36.54 平方千米，位于法国布列塔尼大區伊勒-维莱讷省，该省份为法国西北部沿海省份，位于布列塔尼半岛东部，北濒大西洋，西接阿摩尔滨海省和莫尔比昂省，南至大西洋卢瓦尔省，西南端接曼恩-卢瓦尔省，东临马耶讷省，东北与芒什省接壤。
与朗贡接壤的市镇（或旧市镇、城区）包括：圣冈通、拉沙佩勒德布兰、梅尔内勒、勒纳克、维莱讷河畔圣安娜、圣瑞斯特、盖姆内庞福、马塞拉克、皮耶里克、吉普里-梅萨克。

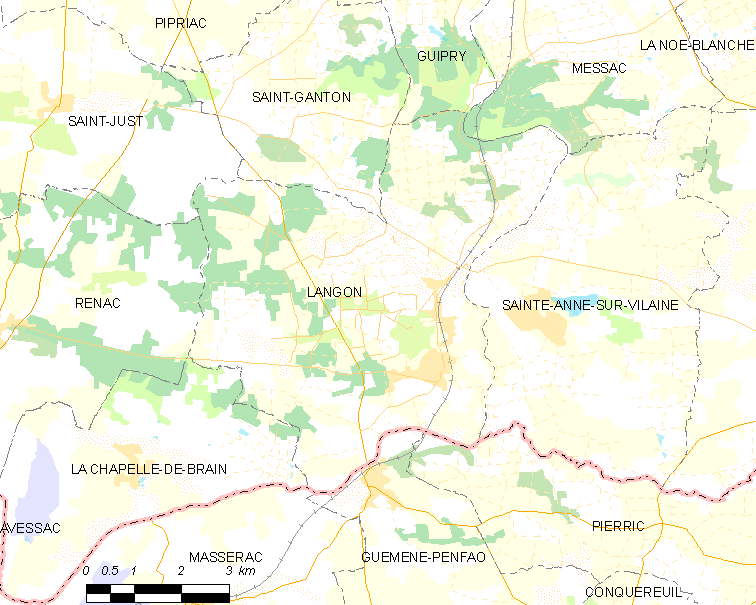
的OSM定位图

朗贡的时区为UTC+01:00、UTC+02:00（夏令时）。

## 行政
朗贡的邮政编码为35660，INSEE市镇编码为35145。

## 政治
朗贡所属的省级选区为勒东县。

## 人口

1962-2008年间人口变化图示

朗贡于2022年1月1日时的人口数量为1393人。